# 田原祥一郎
田原 祥一郎（たはら しょういちろう、1939年（昭和14年）11月5日 - ）は、日本のテノール歌手。大阪音楽大学名誉教授。元武庫川女子大学音楽学部長。関西二期会名誉会員。神戸音楽家協会会員。
東京芸術大学音楽学部声楽科卒業。同大学大学院音楽研究科声楽専攻修了。宮崎県延岡市出身。

## 経歴
宮崎県延岡市出身。宮崎県立延岡高等学校を卒業。1963年に東京芸術大学音楽学部声楽科を卒業。1966年に同大学大学院オペラ科修了。同年の第1回民音コンクール1位、第35回毎日音楽コンクール声楽部門2位、同海外派遣特別審査会1位・松下賞受賞。
1968年よりイタリア・ミラノのヴェルディ音楽院に留学。チェコスロバキア・プラハにて、ペーター・マークの指揮によるオラトリオ「アブラモとイザッコ」のアブラモ役としてレコーディングを行う。
在欧中、ヴィオッティ国際音楽コンクール金賞、ロニーゴ国際声楽コンクール第2位、メラーノ国際コンクール第1位、エンナ国際コンクール第2位を受賞。
1970年11月22日にはスペイン、バルセロナで行われたフランシスコ・ビーニャス国際歌唱コンクールにて2位に入賞した。
1971年に帰国し、帰国後は「魔笛」（タミーノ役）、「コジ・ファン・トゥッテ」（フェルランド役）、「マルタ」（ライオネル役）、「ラ・ボエーム」（ロドルフォ役）、「カヴァレリア・ルスティカーナ」（トゥリッドゥ役）等のオペラに出演した。
畑儀文（武庫川女子大学教授）・油井宏隆（大阪城南女子短期大学教授）・辻本健市（園田学園女子大学教授）・並河寿美・佐藤しのぶ等、数多くの声楽家の指導を行なった。

## 受賞歴
- 1966年 - 第1回民音コンクール1位
- 1966年 - 第35回毎日音楽コンクール声楽部門2位
- 1966年 - 第35回毎日音楽コンクール海外派遣特別審査会1位（松下賞）
- 1971年 - 大阪文化祭賞
- 1978年 - 神戸市文化奨励賞
- 2004年 - 兵庫県文化賞[4]